# Oenopota reticulatus
Oenopota reticulatus är en snäckart som först beskrevs av T. Brown 1827.  Oenopota reticulatus ingår i släktet Oenopota och familjen kägelsnäckor. Inga underarter finns listade i Catalogue of Life.